# Felis silvestris caucasica
Il gatto selvatico del Caucaso (Felis silvestris caucasica) è una sottospecie di gatto selvatico che vive nelle montagne del Caucaso e in Turchia.
Nel 2007, tuttavia, dopo una serie di precise analisi genetiche, è stato dimostrato che esistono solamente quattro sottospecie, alle quali ne è stata aggiunta una quinta, il gatto di montagna della Cina, fino ad allora classificato come specie a parte. Attualmente, quindi, Felis silvestris caucasica non è più considerata una sottospecie valida .